# Stefan Komorowski (duchowny)
Stefan Komorowski, hrabia, herbu Korczak (ur. 20 września 1863 w Bilince, pow. samborowski, zm. 17 kwietnia 1929 w Krakowie) – ksiądz rzymskokatolicki, jezuita, polityk konserwatywny i poseł do morawskiego i galicyjskiego Sejmów Krajowych oraz do austriackiej Rady Państwa.

## Życiorys
Ukończył kolegium jezuickie w Tarnopolu i szkołę średnią w Samborze (1879). Członek zakonu jezuitów (1879–1883). W latach 1883–1888 studiował teologię i filozofię na uniwersytetach w Krakowie i Innsbrucku (Tyrol). Uzyskał doktorat z prawa kanonicznego w Rzymie (1888), oraz z teologii na Uniwersytecie Jagiellońskim (1894). Święcenia kapłańskie otrzymał w 1888, był wikarym w Krakowie-Wesołej (1888), następnie w Samborze (1889), Łańcucie (1890) i ponownie w Krakowie (1892–1894) i Przeworsku (1894–1896). Administrator parafii w Przeworsku (1896–1906).
Członek kapituły (1901–1905) a następnie kanonik rezydent i prokurator kapituły katedralnej (1906–1916) w Ołomuńcu na Morawach. W 1916 zrezygnował z wszystkich funkcji i powrócił do  zakonu jezuitów, był przełożonym domów zakonnych w Krakowie i Warszawie (1919), a następnie rektor kolegium jezuickiego w Nowym Sączu (1920–1923). Od 1923 mieszkał w domu zakonnym w Krakowie.
Z poglądów konserwatysta, był zaangażowany politycznie. Poseł do morawskiego Sejmu Krajowego (1907–1916) oraz poseł galicyjski Sejm Krajowy IX kadencji (6 sierpnia 1909 – 1913). W tym ostatnim został wybrany w kurii I w obwodzie wyborczym nr 9 (Sambor) w miejsce zmarłego Tadeusza Skałkowskiego. Poseł do austriackiej Rady Państwa X kadencji (31 stycznia 1901 – 30 stycznia 1907) wybrany w kurii IV – gmin wiejskich z okręgu wyborczego nr 9 (Łańcut-Przeworsk-Leżajsk-Nisko-Ulanów). W parlamencie należał do  Koła Polskiego w Wiedniu, znajdując się w grupie posłów konserwatywnych (stańczycy).

## Rodzina
Urodził się w rodzinie ziemiańskiej, jako syn Juliusza hr. Komorowskiego i Teofili Marii z hr. Krasickich. Wnuk Kazimierza Krasickiego. Miał brata szambelana austriackiego Aleksandra (1870–1890) i siostry: Helenę (1866–1942) – od 1891 żonę Leona Mniszka-Tchórznickiego, Julię (ur. 1868) żonę Wojciecha Aleksandra hr. Starzeńskiego (1862–1908), Jadwigę (ur. 1870) – żonę Stefana Karola hr. Komorowskiego (1866–1919). Zmarł bezpotomnie.